# 김수훈
김수훈(1980년 7월 10일 ~)은 두산 베어스의 전 야구 선수다.

## 출신 학교
- 배명고등학교
- 탐라대학교

## 등번호
- 29 (2004)
- 67 (2004~2005)

## 같이 보기
- 2004년 두산 베어스 시즌